# Рот, Уильям
Уильям Виктор Рот-младший (англ. William Victor Roth, Jr.; 22 июля 1921 — 13 декабря 2003) — американский юрист и политик-республиканец из Уилмингтона, Делавэр, ветеран Второй мировой войны. С 1967 по 1970 год он был единственным представителем США от Делавэра, а с 1971 по 2001 год — сенатором США от Делавэра. Он последний республиканец, который занимал пост сенатора США от штата Делавэр.

## Биография
Рот родился в Грейт-Фоллс, штат Монтана, в семье Клары и Уильяма Рот, которые управляли пивоварней. Его дедушка и бабушка по отцовской линии были немцами, а дедушка и бабушка по материнской линии — шведами.
После окончания средней школы Хелен, основанная в сентябре 1876 года, это самая старая средняя школа в штате Монтана, Рот поступил в колледж при Университете штата Монтана, прежде чем переехать, чтобы окончить Орегонский университет в 1943 году.

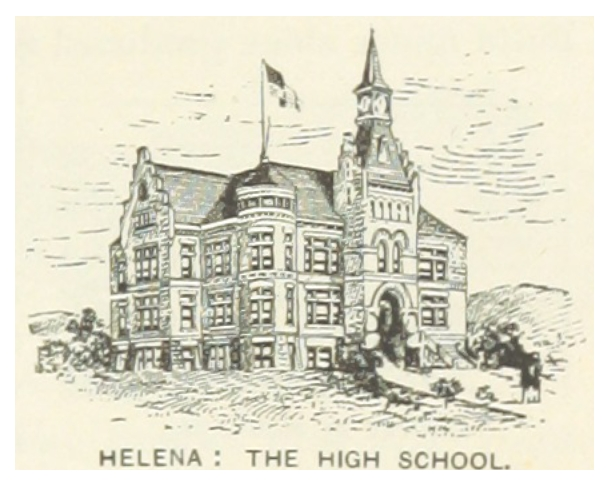
Первоначальное здание средней школы Хелен, около 1891 г.

Во время Второй мировой войны он служил в разведывательном подразделении армии США с 1943 по 1946 год.
Рот умер в Вашингтоне, округ Колумбия, от сердечной недостаточности 13 декабря 2003 года в возрасте 82 лет.

## Профессиональная и политическая карьера
После проигрыша на выборах вице-губернатора штата Делавэр в 1960 году, Рот был председателем Республиканской партии штата Делавэр до 1964 года.
В 1966 году он победил действующего представителя США от Делавэра Харриса МакДауэлла и занимал эту должность вплоть до 1970 года, а с 1971 по 2001 год был сенатором США от Делавэра.
С 1996 по 1998 год он занимал пост президента парламента НАТО, Североатлантической ассамблеи.
Рот проголосовал за закон, устанавливающий День Мартина Лютера Кинга-младшего в качестве федерального праздника, и за Закон о восстановлении гражданских прав 1987 года (а также за отмену вето президента Рейгана). Рот проголосовал за выдвижение Роберта Борка и Кларенса Томаса в Верховный суд США.